# Гумни (Краснослободський район)
Гумни́ (рос. Гумны, ерз. Гумны) — село у складі Краснослободського району Мордовії, Росія. Адміністративний центр Гуменського сільського поселення.
Населення — 743 особи (2010; 760 у 2002).
Національний склад (станом на 2002 рік):
- росіяни — 94 %